# 상무중앙로
상무중앙로(尙武中央路, Sangmujungang-daero, 광주광역시도 제74호선)는 광주광역시 서구 마륵동과 광주광역시 서구 치평동를 잇는 광주광역시의 도로이다. 상무지구의 중앙을 지나며, 상무자유로와 함께 상무지구 교통의 중심축을 담당한다. 상무지구를 동서로 연결하는 핵심 간선 도로 역할을 한다.

## 주요 경유지
광주광역시
- 서구 (치평동)

## 노선
전 구간 국도 제1호선에 속하기 때문에 이 노선에 대한 별도 표기는 생략한다.
| 이름               | 접속 노선                                   | 소재지             | 소재지             | 비고               |
| 유덕2교차로와 직결 | 유덕2교차로와 직결                          | 유덕2교차로와 직결 | 유덕2교차로와 직결 | 유덕2교차로와 직결 |
| ------------------ | ------------------------------------------- | ------------------ | ------------------ | ------------------ |
| 유덕1교차로        | 광주광역시도 제15호선 (무진대로)            | 광주광역시         | 서구               |                    |
| (상무교 남단)      | 천변좌하로                                  | 광주광역시         | 서구               |                    |
| 이름 없음          | 내방로                                      | 광주광역시         | 서구               |                    |
| 이름 없음          | 광주광역시도 제12호선 (천변좌로) 천변좌하로 | 광주광역시         | 서구               |                    |
| 이름 없음          | 광주광역시도 제12호선 (천변좌로) 천변좌하로 | 광주광역시         | 서구               |                    |
| 이름 없음          | 광주광역시도 제12호선 (천변좌로) 천변좌하로 | 광주광역시         | 북구               |                    |
| 이름 없음          | 상무시민로                                  | 광주광역시         |                    |                    |
| 이름 없음          | 상무시민로                                  | 광주광역시         |                    |                    |
| 이름 없음          | 상무자유로                                  | 광주광역시         |                    |                    |
| 이름 없음          | 상무평화로                                  | 광주광역시         |                    |                    |
| 이름 없음          | 마륵로                                      |                    |                    |                    |

## 주요 건물 및 시설
- 광주광역시의회
- 광주광역시 소방안전본부
- 광주광역시보건환경연구원
- 광주야외음악당
- 광주MICE파크
- 한국은행 광주전남본부
- 운천초등학교
- 운천어린이공원
- 피렌체관광호텔
- 더블유라운지호텔
- 벤처비즈니스호텔

## 교통
- 국도 제1호선
- 광주 도시철도 1호선
  - 상무역
- 광주 도시철도 2호선
- 금호 46번
- 매월 16번
- 지원 25번
- 첨단 22번
- 상무 62번
- 송암 73번
- 순환 01B
- 좌석 02
- 518

## 같이 보기
- 상무공원로
- 상무누리로
- 상무시민로
- 상무번영로